# Персторп (комуна)
Комуна Персторп (швед. Perstorps kommun; фактично вимовляється як Першторп) — адміністративно-територіальна одиниця місцевого самоврядування, що розташована в лені Сконе у південній Швеції.
Персторп 261-а за величиною території комуна Швеції. Адміністративний центр комуни — місто Персторп.

## Населення
Населення становить 7 113 чоловік (станом на вересень 2012 року). 
| Кількість населення комуни Персторп за 1970-2010 роки | Кількість населення комуни Персторп за 1970-2010 роки | Кількість населення комуни Персторп за 1970-2010 роки | Кількість населення комуни Персторп за 1970-2010 роки | Кількість населення комуни Персторп за 1970-2010 роки |
| ----------------------------------------------------- | ----------------------------------------------------- | ----------------------------------------------------- | ----------------------------------------------------- | ----------------------------------------------------- |
| Рік                                                   |                                                       |                                                       | Населення                                             |                                                       |
| 1970                                                  | 1970                                                  |                                                       | 7 902                                                 | 7 902                                                 |
| 1975                                                  | 1975                                                  |                                                       | 7 407                                                 | 7 407                                                 |
| 1980                                                  | 1980                                                  |                                                       | 7 526                                                 | 7 526                                                 |
| 1985                                                  | 1985                                                  |                                                       | 7 185                                                 | 7 185                                                 |
| 1990                                                  | 1990                                                  |                                                       | 7 527                                                 | 7 527                                                 |
| 1995                                                  | 1995                                                  |                                                       | 7 346                                                 | 7 346                                                 |
| 2000                                                  | 2000                                                  |                                                       | 6 745                                                 | 6 745                                                 |
| 2005                                                  | 2005                                                  |                                                       | 6 886                                                 | 6 886                                                 |
| 2010                                                  | 2010                                                  |                                                       | 7 061                                                 | 7 061                                                 |
| Джерело: SCB                                          |                                                       |                                                       |                                                       |                                                       |

## Населені пункти
Комуні підпорядковано 1 міське поселення (tätort) та низка сільських, більші з яких:
- Персторп (Perstorp)
- Одерюнґа (Oderljunga)
- Гельяльт (Häljalt)
- Ульвс (Ulvs)

## Галерея

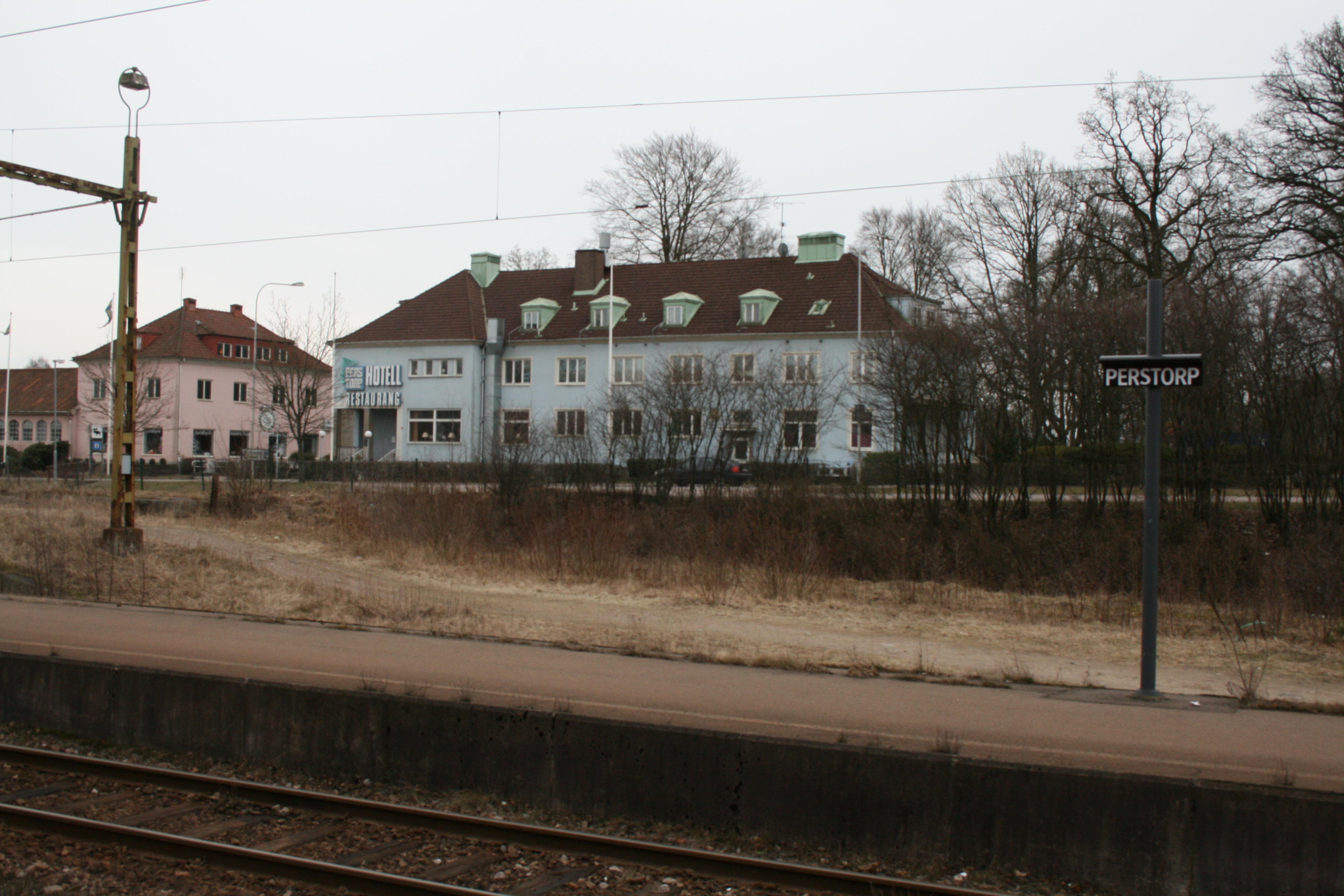
Персторп
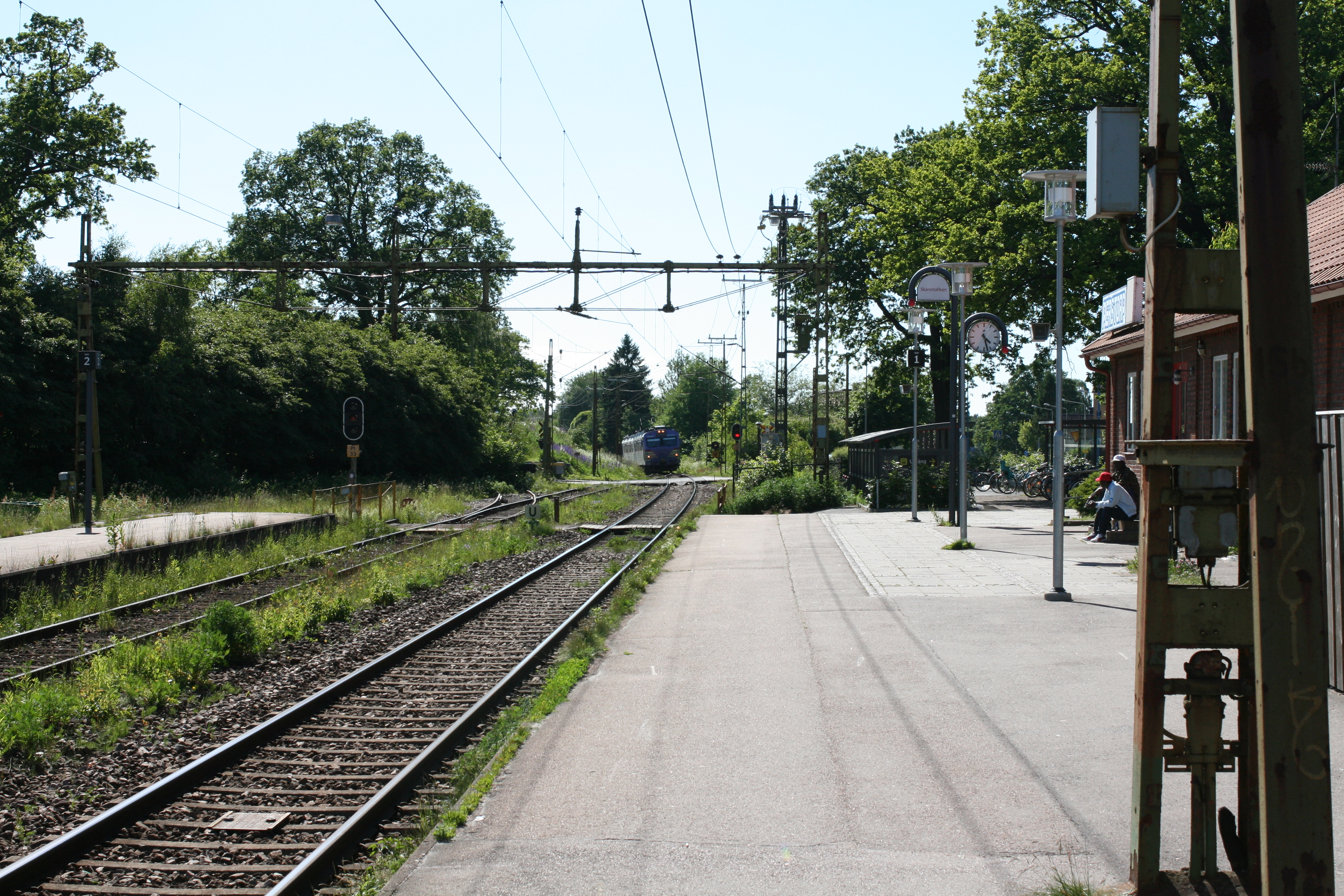
Залізнична станція
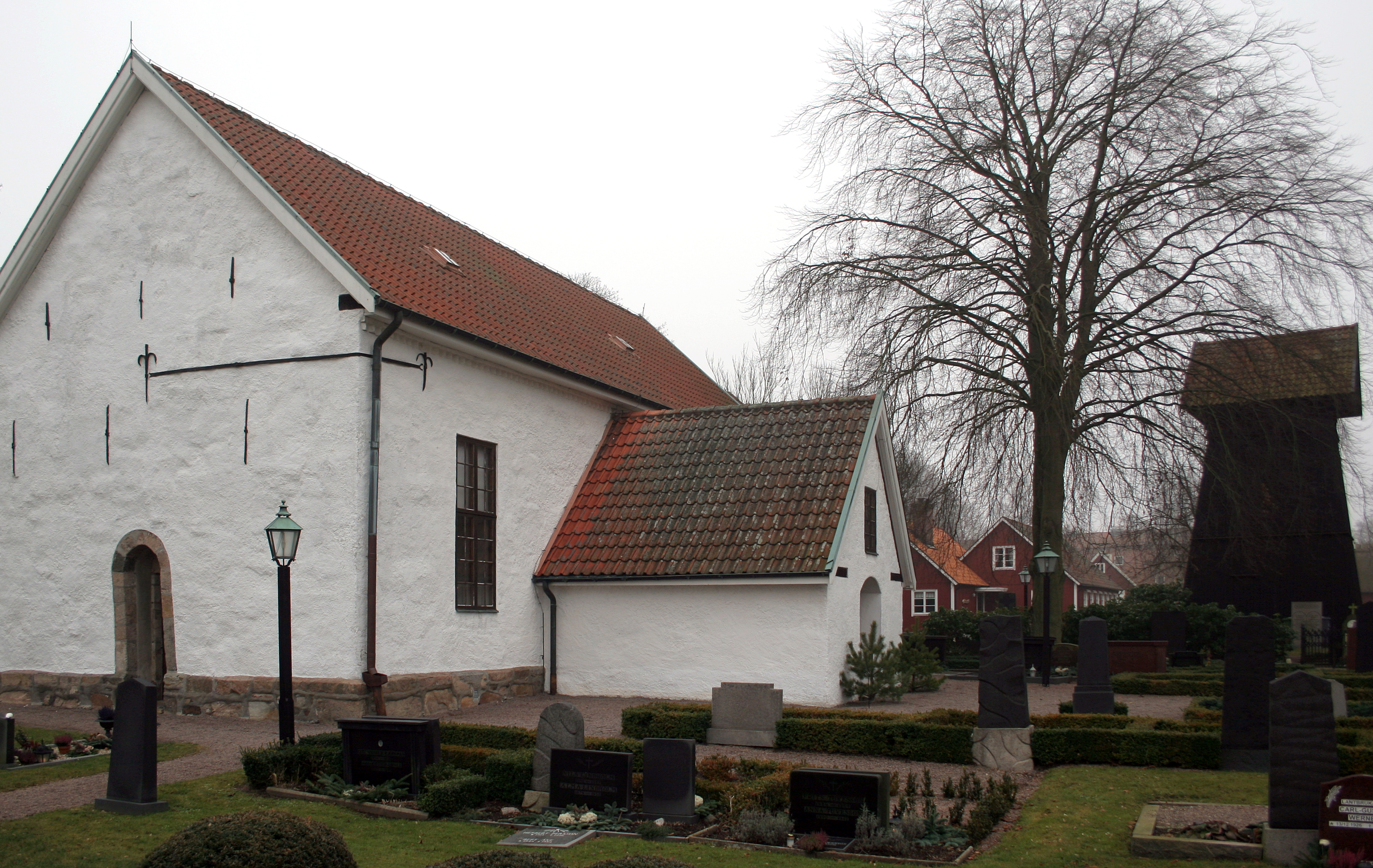
Церква у Персторпі

## Виноски
1. ↑  Folkmangd i riket, lan och kommuner (шв.) . Центральне бюро статистики Швеції. Архів оригіналу за 20 серпня 2013. Процитовано 19 лютого 2013.